# Twisted Sister

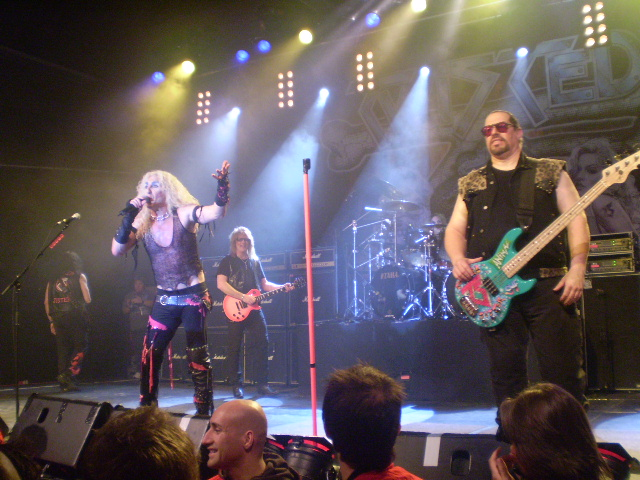
A 2007-es Svéd koncerten

A Twisted Sister 1972-ben alapított hard rock / heavy metal zenekar. A csapat New Yorkból, Amerikából indult. A zenekart a gitáros, Jay-Jay French alapította meg, majd 1975-ben csatlakozott Eddie Ojeda gitáros, később Dee Snider, Mark Mendoza, és végül 1982-ben A. J. Pero, aki egy rövid időre elhagyta ugyan a zenekart, de később visszatért. Első stúdióalbumuk csak tíz évvel megalakulásuk után jelent meg.
A zenekar a glam metal egyik legnagyobb alakja. Alakulásuk idején még glam rock-ot játszottak, mint a korabeli brit glam rock zenekarok, mint például a Slade. 1976-tól azonban Dee Snider csatlakozásával a zenekar egy új irányba haladt tovább. A következő hat évben klubokban zenéltek. 1982-ben jelent meg bemutatkozó albumuk, az Under The Blade. Az album sikeres lett, csakúgy, mint az 1983-as You Can’t Stop Rock ’n’ Roll. Az album címadó dala a zenekar egyik legsikeresebb szerzeménye.
A csapat legsikeresebb lemeze azonban az 1984-es Stay Hungry. Ezen az albumon találhatóak a zenekar legsikeresebb darabjai, mint a We're Not Gonna Take It, az I Wanna Rock, a The Price, és a Burn In Hell.
1985-ben készítettek egy közös dalt a legendás hard rock énekessel, Alice Cooper-rel (Be Chrool ...). A '80-as évek második felében azonban kilépett a dobos, A. J. Pero, majd a zenekar 1988-ban feloszlott. A csapat a '90-es évek végén állt össze újra. 2006-ban jelent meg a Twisted Christmas című albuma. 2015. március 20-án A. J. Pero dobost holtan találták másik zenekara, az Adrenaline Mob turnébuszában. A zenekar ezután bejelentette a búcsúturnéját, ahol Mike Portnoy dobolt.

## Tagok
- Dee Snider- ének (1976–)
- Eddie Ojeda – gitár/háttérének (1975–)
- Jay Jay French – gitár/háttérének (1972–)
- Mark Mendoza – basszusgitár/háttérének (1978–)
- A. J. Pero- dobok/háttérének (1982–1986, 1997–2015) †
- Mike Portnoy - dobok/háttérének (2015 –)

## Diszkográfia
- Under the Blade (1982)
- You Can’t Stop Rock ’n’ Roll (1983)
- Stay Hungry (1984)
- Come Out and Play (1985)
- Love Is for Suckers (1987)
- Still Hungry (2004)
- A Twisted Christmas (2006)

### Videók
- Stay Hungry Tour (1984)
- Come Out and Play (1985)

### DVD
- Live at Wacken - The Reunion (2004)
- Twisted Sister: The Video Years (2007)
- Twisted Sister: A Twisted Christmas Live (2007)

### Zenés videók
- "You Can't Stop Rock 'n' Roll"
- "We're Not Gonna Take It"
- "I Wanna Rock"
- "The Price"
- "Leader of the Pack"
- "Be Chrool to Your Scuel"
- "Hot Love"
- "Oh Come All Ye Faithful"
- "Silver Bells"

## Külső hivatkozások
- Hivatalos weboldal Archiválva 2020. augusztus 30-i dátummal a Wayback Machine-ben
- Hivatalos Dee Snider site
- Hivatalos Eddie Ojeda site
- Hivatalos A.J. Pero site